# Liste der Mitglieder des Schottischen Parlaments (1. Wahlperiode)

Direktmandate der einzelnen Wahlkreise nach Partei. rot=Labour, gelb=SNP, orange=LibDem, grau=parteilos

Diese Liste gibt einen Überblick über alle Mitglieder des Schottischen Parlaments der 1. Wahlperiode (1999–2003).

## Zusammensetzung
Nach den Schottischen Parlamentswahlen 1999 setzte sich das Parlament wie folgt zusammen:
| Fraktion                       | Zu Beginn der Legislaturperiode | Abgänge                   | Zugänge                 | Saldo | Ende der Legislaturperiode |
| ------------------------------ | ------------------------------- | ------------------------- | ----------------------- | ----- | -------------------------- |
| Labour Party                   | 56                              | Dewar (†), Welsh          | Butler                  | −1    | 55                         |
| Scottish National Party (SNP)  | 35                              | Elder, MacDonald, Salmond | Stevenson               | −2    | 33                         |
| Conservative Party             | 18                              |                           | Scott                   | +1    | 19                         |
| Liberal Democrats (LibDem)     | 17                              | Steel                     |                         | −1    | 16                         |
| Scottish Green Party           | 1                               |                           |                         | ±0    | 1                          |
| Scottish Socialist Party (SSP) | 1                               |                           |                         | ±0    | 1                          |
| Parteilos                      | 1                               |                           | Elder, MacDonald, Steel | +3    | 4                          |
| Gesamt                         | 129                             | 129                       | 129                     | 129   | 129                        |

Anmerkungen:
1. 1 2  Zurückgetreten
2. ↑  David Steel wurde zum Presiding Officer gewählt und ließ folglich seine Parteimitgliedschaft für die Dauer der Amtsausübung ruhen.

## Abgeordnete
Bei einem Eintrag in der Spalte Wahlkreis hat der betreffende Abgeordnete das Direktmandat dieses Wahlkreises gewonnen. Anderenfalls wurde ein Listenmandat für die in der Spalte Wahlregion angegebene Wahlregion errungen.
| Mitglied des Parlaments | Mitglied des Parlaments | geb. | Partei       | Wahlregion            | Wahlkreis                             | Erststimmen in % | Bemerkungen |
| ----------------------- | ----------------------- | ---- | ------------ | --------------------- | ------------------------------------- | ---------------- | --- |
|                         | Brian Adam              | 1948 | SNP          | North East Scotland   |                                       |                  | |
|                         | Bill Aitken             | 1947 | Conservative | Glasgow               |                                       |                  | |
|                         | Wendy Alexander         | 1963 | Labour       | West of Scotland      | Paisley North                         | 48,6             | 5/99–11/00: Ministerin für Gemeinden 11/00–11/01: Ministerin für Unternehmen und lebenslanges Lernen 11/01–5/02: Ministerin für Unternehmen, Verkehr und lebenslanges Lernen |
|                         | Jackie Baillie          | 1964 | Labour       | West of Scotland      | Dumbarton                             | 43,8             | 11/00–11/01: Ministerin für soziale Gerechtigkeit |
|                         | Scott Barrie            | 1962 | Labour       | Mid Scotland and Fife | Dunfermline West                      | 44,2             | |
|                         | Sarah Boyack            | 1961 | Labour       | Lothians              | Edinburgh Central                     | 38,0             | 05/99–10/00: Ministerin für Verkehr und Umwelt 10/00–03/01: Ministerin für Verkehr und Telekommunikation 03/01–11/01: Ministerin für Verkehr und Planung                     |
|                         | Rhona Brankin           | 1950 | Labour       | Lothians              | Midlothian                            | 48,6             | |
|                         | Robert Brown            | 1947 | LibDem       | Glasgow               |                                       |                  | |
|                         | Bill Butler             | 1956 | Labour       | Glasgow               | Glasgow Anniesland                    | 48,7             | eingetreten am 23. November 2000 als Nachfolger von Donald Dewar |
|                         | Colin Campbell          |      | SNP          | West of Scotland      |                                       |                  | |
|                         | Dennis Canavan          | 1942 | parteilos    | Central Scotland      | Falkirk West                          | 55,0             | |
|                         | Malcolm Chisholm        | 1949 | Labour       | Lothians              | Edinburgh North and Leith             | 46,9             | ab 11/01: Minister für Gesundheit und Pflege |
|                         | Cathie Craigie          | 1954 | Labour       | Central Scotland      | Cumbernauld and Kilsyth               | 49,6             | |
|                         | Bruce Crawford          | 1955 | SNP          | Mid Scotland and Fife |                                       |                  | |
|                         | Christine Creech        | 1944 | SNP          | South of Scotland     |                                       |                  | |
|                         | Roseanna Cunningham     | 1951 | SNP          | Mid Scotland and Fife | Perth                                 | 36,3             | |
|                         | Margaret Curran         | 1963 | Labour       | Glasgow               | Glasgow Baillieston                   | 49,6             | ab 05/02: Ministerin für soziale Gerechtigkeit |
|                         | David Davidson          | 1943 | Conservative | North East Scotland   |                                       |                  | |
|                         | Susan Deacon            | 1964 | Labour       | Lothians              | Edinburgh East and Musselburgh        | 46,2             | Ministerin für Gesundheit und Fürsorge |
|                         | Donald Dewar            | 1937 | Labour       | Glasgow               | Glasgow Anniesland                    | 58,8             | First Minister; † 11. Oktober 2000 |
|                         | James Douglas-Hamilton  | 1942 | Conservative | Lothians              |                                       |                  | |
|                         | Helen Eadie             | 1947 | Labour       | Mid Scotland and Fife | Dunfermline East                      | 55,9             | |
|                         | Dorothy-Grace Elder     |      | SNP          | Glasgow               |                                       |                  | ab 2. Mai 2002 parteilos |
|                         | Fergus Ewing            | 1957 | SNP          | Highlands and Islands | Inverness East, Nairn and Lochaber    | 33,1             | |
|                         | Margaret Ewing          | 1945 | SNP          | Highlands and Islands | Moray                                 | 38,8             | |
|                         | Winnie Ewing            | 1929 | SNP          | Highlands and Islands |                                       |                  | |
|                         | Linda Fabiani           | 1956 | SNP          | Central Scotland      |                                       |                  | |
|                         | Patricia Ferguson       | 1958 | Labour       | Glasgow               | Glasgow Maryhill                      | 49,8             | ab 11/01: Ministerin für Parlamentsangelegenheiten |
|                         | Alex Fergusson          | 1949 | Conservative | South of Scotland     |                                       |                  | |
|                         | Ross Finnie             | 1947 | LibDem       | West of Scotland      |                                       |                  | 5/99–11/00: Minister für ländliche Angelegenheiten 11/00–5/01: Minister für die Entwicklung ländlicher Regionen 5/01–5/03: Minister für Umwelt und ländliche Angelegenheiten |
|                         | Brian Fitzpatrick       |      | Labour       | West of Scotland      | Strathkelvin and Bearsden             | 37,0             | ab 7. Juni 2001 nach dem Rücktritt von Sam Galbraith |
|                         | Murdo Fraser            | 1965 | Conservative | Mid Scotland and Fife |                                       |                  | ab 14. August 2001 nach dem Rücktritt von Nick Johnston |
|                         | Sam Galbraith           |      | Labour       | West of Scotland      | Strathkelvin and Bearsden             | 50,7             | 5/99–11/00: Minister für Kinder und Bildung 11/00–3/01: Minister für Umwelt, Sport und Kultur Rücktritt am 14. Mai 2001                                                      |
|                         | Phil Gallie             | 1939 | Conservative | South of Scotland     |                                       |                  | |
|                         | Kenneth Gibson          | 1961 | SNP          | Glasgow               |                                       |                  | |
|                         | Patricia Godman         | 1939 | Labour       | West of Scotland      | West Renfrewshire                     | 37,3             | |
|                         | Annabel Goldie          | 1950 | Conservative | West of Scotland      |                                       |                  | |
|                         | Donald Gorrie           | 1933 | LibDem       | Central Scotland      |                                       |                  | |
|                         | Rhoda Grant             | 1963 | Labour       | Highlands and Islands |                                       |                  | |
|                         | Iain Gray               | 1957 | Labour       | Lothians              | Edinburgh Pentlands                   | 36,2             | 11/01–05/02: Minister für soziale Gerechtigkeit ab 05/02: Minister für Unternehmen, Verkehr und lebenslanges Lernen                                                          |
|                         | Duncan Hamilton         | 1973 | SNP          | Highlands and Islands |                                       |                  | |
|                         | Keith Harding           | 1938 | Conservative | Mid Scotland and Fife |                                       |                  | |
|                         | Robin Harper            | 1940 | Green        | Lothians              |                                       |                  | |
|                         | Hugh Henry              | 1952 | Labour       | West of Scotland      | Paisley South                         | 45,3             | |
|                         | John Home Robertson     | 1948 | Labour       | South of Scotland     | East Lothian                          | 51,5             | |
|                         | Janis Hughes            | 1958 | Labour       | Glasgow               | Glasgow Rutherglen                    | 46,3             | |
|                         | Fiona Hyslop            | 1964 | SNP          | Lothians              |                                       |                  | |
|                         | Adam Ingram             | 1951 | SNP          | South of Scotland     |                                       |                  | |
|                         | Gordon Jackson          | 1946 | Labour       | Glasgow               | Glasgow Govan                         | 43,3             | |
|                         | Sylvia Jackson          | 1947 | Labour       | Mid Scotland and Fife | Stirling                              | 37,8             | |
|                         | Cathy Jamieson          | 1956 | Labour       | South of Scotland     | Carrick, Cumnock and Doon Valley      | 47,9             | ab 11/01: Ministerin für Bildung und Jugendliche |
|                         | Margaret Jamieson       | 1953 | Labour       | Central Scotland      | Kilmarnock and Loudoun                | 44,1             | |
|                         | Ian Jenkins             |      | LibDem       | South of Scotland     | Tweeddale, Ettrick and Lauderdale     | 35,8             | |
|                         | Nick Johnston           |      | Conservative | Mid Scotland and Fife |                                       |                  | Rücktritt am 10. August 2001 |
|                         | Alex Johnstone          | 1961 | Conservative | North East Scotland   |                                       |                  | |
|                         | Andy Kerr               | 1962 | Labour       | Central Scotland      | East Kilbride                         | 48,8             | ab 11/01: Minister für Finanzen und öffentliche Dienste |
|                         | Johann Lamont           | 1957 | Labour       | Glasgow               | Glasgow Pollok                        | 43,7             | |
|                         | Marilyn Livingstone     | 1952 | Labour       | Mid Scotland and Fife | Kirkcaldy                             | 48,1             | |
|                         | Richard Lochhead        | 1969 | SNP          | North East Scotland   |                                       |                  | |
|                         | George Lyon             | 1956 | LibDem       | Highlands and Islands | Argyll and Bute                       | 34,9             | |
|                         | Kenny MacAskill         | 1958 | SNP          | Lothians              |                                       |                  | |
|                         | Lewis Macdonald         | 1957 | Labour       | North East Scotland   | Aberdeen Central                      | 38,9             | |
|                         | Margo MacDonald         | 1943 | SNP          | Lothians              |                                       |                  | ab 28. Januar 2003 parteilos |
|                         | Kenneth Macintosh       | 1962 | Labour       | West of Scotland      | Eastwood                              | 37,4             | |
|                         | Angus MacKay            | 1964 | Labour       | Lothians              | Edinburgh South                       | 37,1             | 11/00–11/01: Minister für Finanzen und lokale Verwaltung |
|                         | Kate Maclean            | 1958 | Labour       | North East Scotland   | Dundee West                           | 37,6             | |
|                         | Maureen Macmillan       | 1943 | Labour       | Highlands and Islands |                                       |                  | |
|                         | Paul Martin             | 1967 | Labour       | Glasgow               | Glasgow Springburn                    | 58,6             | |
|                         | Tricia Marwick          | 1953 | SNP          | Mid Scotland and Fife |                                       |                  | |
|                         | Michael Matheson        | 1970 | SNP          | Central Scotland      |                                       |                  | |
|                         | John McAllion           | 1948 | Labour       | North East Scotland   | Dundee East                           | 43,3             | |
|                         | Frank McAveety          | 1962 | Labour       | Glasgow               | Glasgow Shettleston                   | 54,0             | |
|                         | Tom McCabe              | 1954 | Labour       | Central Scotland      | Hamilton South                        | 54,4             | 05/99–11/01: Minister für Parlamentsangelegenheiten |
|                         | Jack McConnell          | 1960 | Labour       | Central Scotland      | Motherwell and Wishaw                 | 46,0             | 5/99–10/00: Finanzminister 10/00–11/01: Minister für Bildung, Europa und äußere Angelegenheiten ab 11/01: First Minister                                                     |
|                         | Jamie Mcgrigor          | 1949 | Conservative | Highlands and Islands |                                       |                  | |
|                         | Irene McGugan           | 1952 | SNP          | North East Scotland   |                                       |                  | |
|                         | Lyndsay McIntosh        | 1955 | Conservative | Central Scotland      |                                       |                  | |
|                         | Henry McLeish           | 1948 | Labour       | Mid Scotland and Fife | Central Fife                          | 57,3             | 5/99–10/00: Minister für Unternehmen und lebenslanges Lernen 10/00–11/01: First Minister                                                                                     |
|                         | Fiona McLeod            | 1957 | SNP          | West of Scotland      |                                       |                  | |
|                         | David McLetchie         | 1952 | Conservative | Lothians              |                                       |                  | |
|                         | Michael McMahon         | 1961 | Labour       | Central Scotland      | Hamilton North and Bellshill          | 48,8             | |
|                         | Duncan McNeil           | 1950 | Labour       | West of Scotland      | Greenock and Inverclyde               | 41,3             | |
|                         | Pauline McNeill         | 1962 | Labour       | Glasgow               | Glasgow Kelvin                        | 44,8             | |
|                         | Des McNulty             | 1952 | Labour       | West of Scotland      | Clydebank and Milngavie               | 45,3             | |
|                         | Brian Monteith          | 1957 | Conservative | Mid Scotland and Fife |                                       |                  | |
|                         | Alasdair Morgan         | 1945 | SNP          | South of Scotland     | Galloway and Upper Nithsdale          | 39,3             | |
|                         | Alasdair Morrison       | 1968 | Labour       | Highlands and Islands | Na h-Eileanan an Iar                  | 51,9             | |
|                         | Bristow Muldoon         | 1964 | Labour       | Lothians              | Livingston                            | 47,3             | |
|                         | Mary Mulligan           | 1960 | Labour       | Lothians              | Linlithgow                            | 45,1             | |
|                         | David Mundell           | 1962 | Conservative | South of Scotland     |                                       |                  | |
|                         | John Farquhar Munro     | 1934 | LibDem       | Highlands and Islands | Ross, Skye and Inverness West         | 32,9             | |
|                         | Elaine Murray           | 1954 | Labour       | South of Scotland     | Dumfries                              | 36,4             | |
|                         | Alex Neil               | 1951 | SNP          | Central Scotland      |                                       |                  | |
|                         | Irene Oldfather         | 1954 | Labour       | South of Scotland     | Cunninghame South                     | 52,8             | |
|                         | Gil Paterson            | 1942 | SNP          | Central Scotland      |                                       |                  | |
|                         | Peter Peacock           | 1952 | Labour       | Highlands and Islands |                                       |                  | |
|                         | Cathy Peattie           | 1951 | Labour       | Central Scotland      | Falkirk East                          | 44,7             | |
|                         | Lloyd Quinan            |      | SNP          | West of Scotland      |                                       |                  | |
|                         | Nora Radcliffe          | 1946 | LibDem       | North East Scotland   | Gordon                                | 36,7             | |
|                         | Keith Raffan            | 1949 | LibDem       | Mid Scotland and Fife |                                       |                  | |
|                         | George Reid             | 1939 | SNP          | Mid Scotland and Fife |                                       |                  | |
|                         | Shona Robison           | 1966 | SNP          | North East Scotland   |                                       |                  | |
|                         | Euan Robson             | 1954 | LibDem       | South of Scotland     | Roxburgh and Berwickshire             | 40,6             | |
|                         | Mike Rumbles            | 1956 | LibDem       | North East Scotland   | West Aberdeenshire and Kincardine     | 35,9             | |
|                         | Michael Russell         | 1953 | SNP          | South of Scotland     |                                       |                  | |
|                         | Alex Salmond            | 1954 | SNP          | North East Scotland   | Banff and Buchan                      | 52,6             | Rücktritt am 14. Mai 2001 |
|                         | Mary Scanlon            | 1947 | Conservative | Highlands and Islands |                                       |                  | |
|                         | John Scott              | 1951 | Conservative | South of Scotland     | Ayr                                   | 39,4             | ab 16. März 2000 nach dem Rücktritt von Ian Welsh |
|                         | Tavish Scott            | 1966 | LibDem       | Highlands and Islands | Shetland                              | 54,5             | |
|                         | Tommy Sheridan          | 1964 | SSP          | Glasgow               |                                       |                  | |
|                         | Richard Simpson         | 1942 | Labour       | Mid Scotland and Fife | Ochil                                 | 41,7             | |
|                         | Elaine Smith            | 1963 | Labour       | Central Scotland      | Coatbridge and Chryston               | 59,4             | |
|                         | Iain Smith              | 1960 | LibDem       | Mid Scotland and Fife | North East Fife                       | 37,8             | |
|                         | Margaret Smith          | 1961 | LibDem       | Lothians              | Edinburgh West                        | 36,5             | |
|                         | David Steel             | 1938 | LibDem       | Lothians              |                                       |                  | Presiding Officer |
|                         | Nicol Stephen           | 1960 | LibDem       | North East Scotland   | Aberdeen South                        | 32,6             | |
|                         | Stewart Stevenson       | 1946 | SNP          | North East Scotland   | Banff and Buchan                      | 49,6             | ab 7. Juni 2001 nach dem Rücktritt von Alex Salmond |
|                         | Jamie Stone             | 1954 | LibDem       | Highlands and Islands | Caithness, Sutherland and Easter Ross | 41,0             | |
|                         | Nicola Sturgeon         | 1970 | SNP          | Glasgow               |                                       |                  | |
|                         | John Swinney            | 1964 | SNP          | Mid Scotland and Fife | North Tayside                         | 44,1             | |
|                         | Elaine Thomson          | 1957 | Labour       | North East Scotland   | Aberdeen North                        | 37,2             | |
|                         | Murray Tosh             | 1950 | Conservative | South of Scotland     |                                       |                  | |
|                         | Karen Turnbull          | 1967 | Labour       | South of Scotland     | Clydesdale                            | 43,0             | |
|                         | Kay Ullrich             |      | SNP          | West of Scotland      |                                       |                  | |
|                         | Ben Wallace             | 1970 | Conservative | North East Scotland   |                                       |                  | |
|                         | Jim Wallace             | 1954 | LibDem       | Highlands and Islands | Orkney                                | 67,4             | Justizminister und stellvertretender First Minister |
|                         | Mike Watson             | 1949 | Labour       | Glasgow               | Glasgow Cathcart                      | 48,1             | ab 11/01: Minister für Tourismus, Kultur und Sport |
|                         | Andrew Welsh            | 1944 | SNP          | North East Scotland   | Angus                                 | 46,5             | |
|                         | Ian Welsh               |      | Labour       | South of Scotland     | Ayr                                   | 38,1             | Rücktritt am 21. Dezember 1999 |
|                         | Sandra White            | 1951 | SNP          | Glasgow               |                                       |                  | |
|                         | Karen Whitefield        | 1970 | Labour       | Central Scotland      | Airdrie and Shotts                    | 55,2             | |
|                         | Allan Wilson            | 1954 | Labour       | West of Scotland      | Cunninghame North                     | 42,9             | |
|                         | Andrew Wilson           | 1970 | SNP          | Central Scotland      |                                       |                  | |
|                         | John Young              | 1930 | Conservative | West of Scotland      |                                       |                  | |